# Папа Понтијан
Понтијан је био папа, чији је понтификат трајао од 21. јула 230. до 28. септембра 235. Његова биографија врло је оскудна. За историографију римокатоличке цркве он је први римски еписком о коме пише Annuario pontificio који почев од њега даје датуме посвећења (рукополагања) римских епископа. Понтијан је према овом извору рукоположен 21. јула 230. године а 28. септембра 235. присилно је смењен и осуђен на принудни рад у сардинским рудницима. Казну је служио са Хиполитом, својим теолошким противником са којим се измирио. Казна је уследила по одлуци императора Максимина Трачанина. За разлику од другог дела владавине претходног цара Александра, кога је сам убио, овај цар је покренуо жестоку кампању прогона, суђења, и ликвидација првенствено против вишег клера.
За Понтијана неколико историчара тврди да је поступио исто као и Климент I када је одлучно изрекао своју непокорност grande rifiuto, осуђујући себе на неку врсту абдикације и одређивање свог наследника.
Умро је 237. године, исте године када је умро и Хиполит. Фабијан, нови епископ Рима пренео је њихове посмртне остатке у Рим и сахранио их на гробљу светог Калиста.